# زوگنهایم
زوگنهایم (به آلمانی: Sugenheim) یک شهر در آلمان است که در نوی‌شتات واقع شده‌است. زوگنهایم ۲٬۲۹۲ نفر جمعیت دارد.